# Гиппокоонт
Гиппокоонт (др.-греч. Ἱπποκόων «всадник») — персонаж древнегреческой мифологии. Сын Эбала и Батии (либо старший, но внебрачный сын Эбала). Царь Лакедемона. С помощью сыновей изгнал братьев Тиндарея и Икария. Либо соединился с Икарием и изгнал Тиндарея.
Его сыновья сражались на стороне Нелея против Геракла, а также убили Эона, сына Ликимния. Когда Геракл пришел в Спарту, чтобы очиститься после убийств, ему отказали. Был убит Эон, а Геракл в первой битве повредил бедро и воздвиг храм Асклепия Котилея (Бедряника). В Тегее была статуя Геракла с раной на бедре. Геракл скрывался в храме Деметры Элевсинской в горах, пока Асклепий врачевал его рану. Согласно Сосибию, Геракл был ранен в руку сыновьями Гиппокоонта.
Позднее Гиппокоонт убит Гераклом вместе с 12 сыновьями (либо было убито 10 сыновей из 20). Убив его, Геракл воздвиг трофей в местности Скотита на границе Лаконики, а в Спарте воздвиг храмы Афины Аксиопены и Геры Эгофаги. В разных источниках приводятся имена 18 его сыновей (см. Мифы Лаконики).